# Speymannhaus Danzig

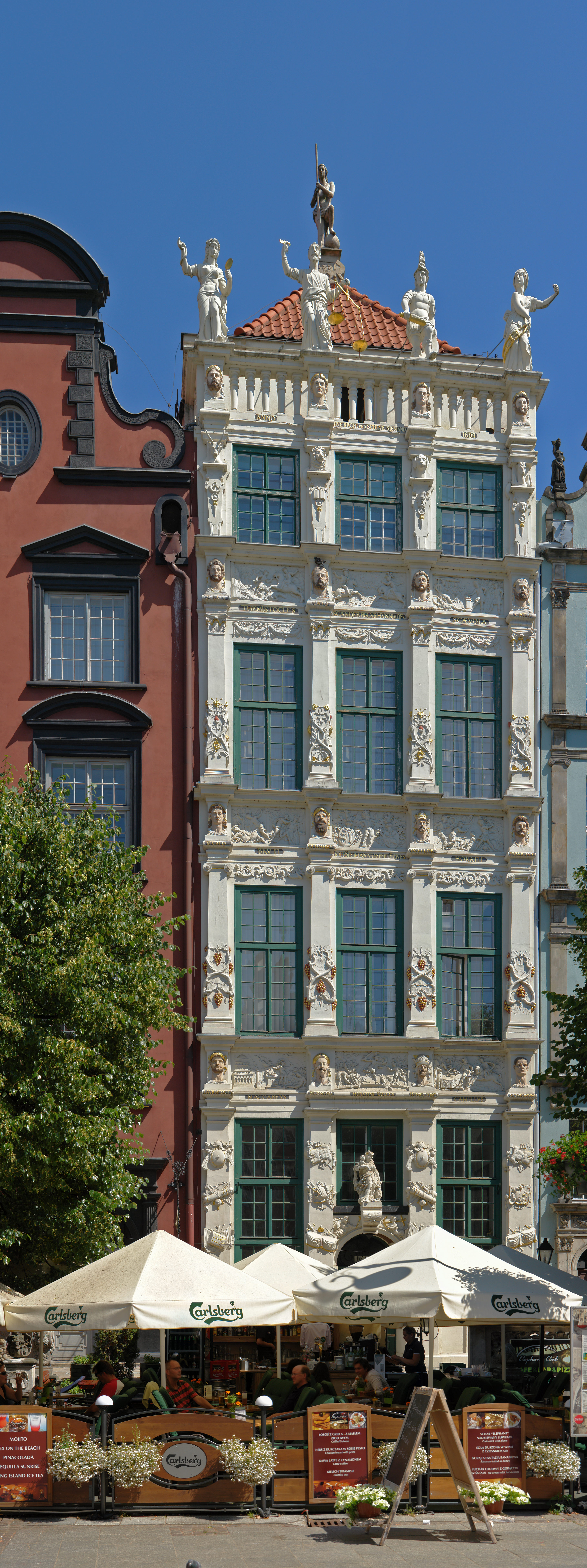
Speymannhaus, Długi Targ 41/42

Das Speymannhaus, auch Steffenshaus oder Goldenes Haus (polnisch Złota Kamienica) genannt, befindet sich in Danzig am Langen Markt, unweit des Artushofes. Sein Bauherr war der Bürgermeister von Danzig und Kaufmann, Johann Speymann.
Das Haus wurde vom Architekten Abraham van den Blocke entworfen und vor 1609 an Stelle eines gotischen Gebäudes errichtet. Die goldene Ausschmückung der manieristischen Fassade ist ein Werk von Hans Vogt aus Rostock.
An der oberen Vorderfassade befinden sich die Skulpturen von Kleopatra, Ödipus, Achilles und Antigone.

## Quelle
- Jacek Bielak: Ikonografia Złotej Kamienicy na nowo odczytana (Ikonographie des Goldenen Hauses neu interpretiert). In: Mieszczaństwo gdańskie, Hrsg. Stanisław Salmonowicz, Gdańskie Towarzystwo Naukowe, Danzig 1997, S. 377–392 ISBN 8387359165
- Maria Bogucka: Das alte Danzig, Koehler und Amelang, Leipzig 1987 ISBN 3-7338-0033-8.

Koordinaten: 54° 20′ 55″ N, 18° 39′ 13,8″ O